# ヒントン駅
ヒントン駅（ヒントンえき、英語：Hinton Station）は、ウェストバージニア州ヒントン メープル・アベニューのセカンド・アヴェニュー100にある駅。 昔のチェサピーク・アンド・オハイオ鉄道の駅である。

## 利用可能な鉄道路線／列車
アムトラックの停車する列車は下記の通り。
シカゴとワシントン間の夜行長距離列車カーディナル号…週3往復停車